# Снежный фестиваль 1511 года
Брюссельский снежный фестиваль (в англоязычных источниках известен также как англ. miracle of 1511, «чудо 1511 года») — один из первых снежных фестивалей в истории, состоявшийся в Брюсселе зимой 1510—1511 годов. Этот импровизированный смотр снеговиков считается вершиной снежной скульптуры в средневековой Европе.
В 1511 году Брабант испытывал отрицательные температуры в течение шести недель подряд, начиная с 1 января. В результате на улицах появилось более 110 скульптур, сгруппированных в 50 сцен с политическим, скатологическим или порнографическим оттенком, в том числе и ставший впоследствии знаменитым «писающий мальчик».
По сообщениям современников, в том числе дошедшей до нас сатирической поэме «Dwonder van claren ijse en slee» (с нидерл. — «Чудо чистого снега и льда») брюссельского поэта Яна Смекена, снежные скульптуры стояли на каждом углу, обыгрывая другие скульптуры-соседи. Они воплощали широкий диапазон тем — от местных новостей до классического фольклора. Библейские персонажи, русалки, единороги, сатана в облике короля «страны мороза» — Фрисландии (игра слов), знаки зодиака, символы месяцев (Янус для января, Плутон для февраля), Христос и самаритянка возводились как обычными горожанами, так и известными художниками. Так, статуя Геркулеса перед дворцом Филиппа Бургундского выдавала руку придворного художника Мабюзa.
Как и любое народное искусство, снежная скульптура изобиловала порнографическими образами; до половины сцен имели непристойное содержание: снеговики совокуплялись у городского фонтана, а проститутка заманивала клиентов при входе в квартал красных фонарей.
Помимо поэмы Смекена, сохранились записи в дневниках, подтверждающие как факт фестиваля, так и его воздействие на политическую жизнь Брюсселя: получившие таким образом голос массы обрели после фестиваля бо́льшую власть.